# Ukkokivi
Ukkokivi är en ö i Finland. Den ligger i sjön Sorsavesi och i kommunen Leppävirta i den ekonomiska regionen  Varkaus ekonomiska region  och landskapet Norra Savolax, i den centrala delen av landet, 290 km nordost om huvudstaden Helsingfors. Öns area är 4,1 hektar och dess största längd är 310 meter i sydväst-nordöstlig riktning.